# Pablo Barrios
Pablo Barrios Rivas (Madrid, 15 de junho de 2003) é um futebolista espanhol que atua como meio-campista. Atualmente joga pelo Atlético de Madrid.

## Carreira nos clubes
Barrios começou sua carreira juvenil no Real Madrid antes de se mudar para o rival da cidade, o Atlético de Madrid, em 2017. Ele se tornou uma parte central da equipe sub-19 do clube na temporada 2021-22, que chegou às semifinais da Liga Juvenil da UEFA pela primeira vez na história do clube.
Em 3 de março de 2022, Barrios assinou seu primeiro contrato profissional com o Atleti, mantendo-o até 2025. Na temporada 2022-23, ele avançou para jogar pelo time reserva, mas logo foi convocado para o primeiro time, fazendo sua estreia profissional - e na La Liga - em 29 de outubro, como substituto no segundo tempo de Geoffrey Kondogbia em uma derrota por 3 a 2 fora de casa para o Cádiz CF.
Barrios marcou seu primeiro gol pelo Atleti em 22 de dezembro de 2022, marcando o segundo de seu time em uma vitória por 3 a 1 fora de casa sobre o CD Arenteiro, pela Copa del Rey da temporada. Seu primeiro gol profissional veio em 4 de janeiro de 2023, quando marcou o segundo da vitória do Atlético por 2 a 0 em Oviedo, também pela copa nacional. Em 25 de janeiro de 2023, Barrios renovou seu contrato até 2028 e foi oficialmente promovido ao elenco principal, recebendo a camisa número 24. Na temporada 2024-25, após a saída do companheiro de equipe do Atleti, Saúl, ele herdou sua camisa número 8 e consolidou ainda mais sua posição como titular no elenco de Diego Simeone.

## Carreira internacional
Barrios é um jovem internacional pela Espanha, estreando pela seleção espanhola sub-19 em 2022. Ele também foi membro da seleção espanhola sub-23 que ganhou uma medalha de ouro no futebol nas Olimpíadas de Verão de Paris em 2024. Após as lesões sofridas por Martín Zubimendi e Álex Baena, Barrios recebeu sua primeira convocação internacional sênior em novembro de 2024 para uma partida da Liga das Nações contra a Suíça, substituindo Pedri aos 79 minutos.

## Títulos
Espanha sub-23
- Jogos Olímpicos: 2024 (medalha de ouro)[8]